# Route nationale 821
Pour les articles homonymes, voir Route 821.
La route nationale 821 ou RN 821 est une ancienne route nationale française reliant Chartres à Pont-de-Braye (Sarthe), où elle rencontre l'ancienne route nationale 817 reliant Beaugency à Baugé.
À la suite de la réforme de 1972, elle est déclassée en RD 921 en Eure-et-Loir et en Loir-et-Cher et en RD 303 dans la Sarthe.

## Historique
L'itinéraire « Chartres-Saint-Calais », amorce du tracé actuel, est classé dans le réseau des routes nationales par le décret du 22 janvier 1931,.
Concernant le département d'Eure-et-Loir, le transfert du réseau national au conseil général, sur toute la longueur (environ 51 km), est acté par un arrêté interministériel publié au journal officiel le 17 décembre 1972.

## Tracé, départements et communes traversés

### Eure-et-Loir (D 921)
- Chartres, rue du Grand-Faubourg, rue du Maréchal-Leclerc
- Lucé, rue du Maréchal-Leclerc
- Fontenay-sur-Eure, les Veaux, Mon idée, le Pont-Tranchefétu (pont sur l'Eure)
- Nogent-sur-Eure
- Bailleau-le-Pin, la Tuilerie, rue de Chartres, rue d'Illiers
- Magny, la Gouletterie
- Blandainville, Beaurouvre
- Illiers-Combray, contournement par la Dauvergnerie, pont sur la Thironne au Petit-Nouvet-Montjouvin, pont sur l'A11
- Vieuvicq, route de Brou, Bel-Air, pont sur la Foussarde, le Moulin, la Chevalerie
- Yèvres
- Brou, avenue du Pont-Mousson, rue de Châteaudun (RD 955), rue de la Fresnaye, rue Émile Beaudouin (pont sur l'Ozanne), la Tremblaye
- Unverre, le Croix-Chemin
- Commune nouvelle d'Arrou, les Grandes-Haies
- Chapelle-Royale, rue de Bel-Air, rue Jean-Moulin, rue du Pont-de-l'Yerre
- La Bazoche-Gouet, la Coltière
- Commune nouvelle d'Arrou

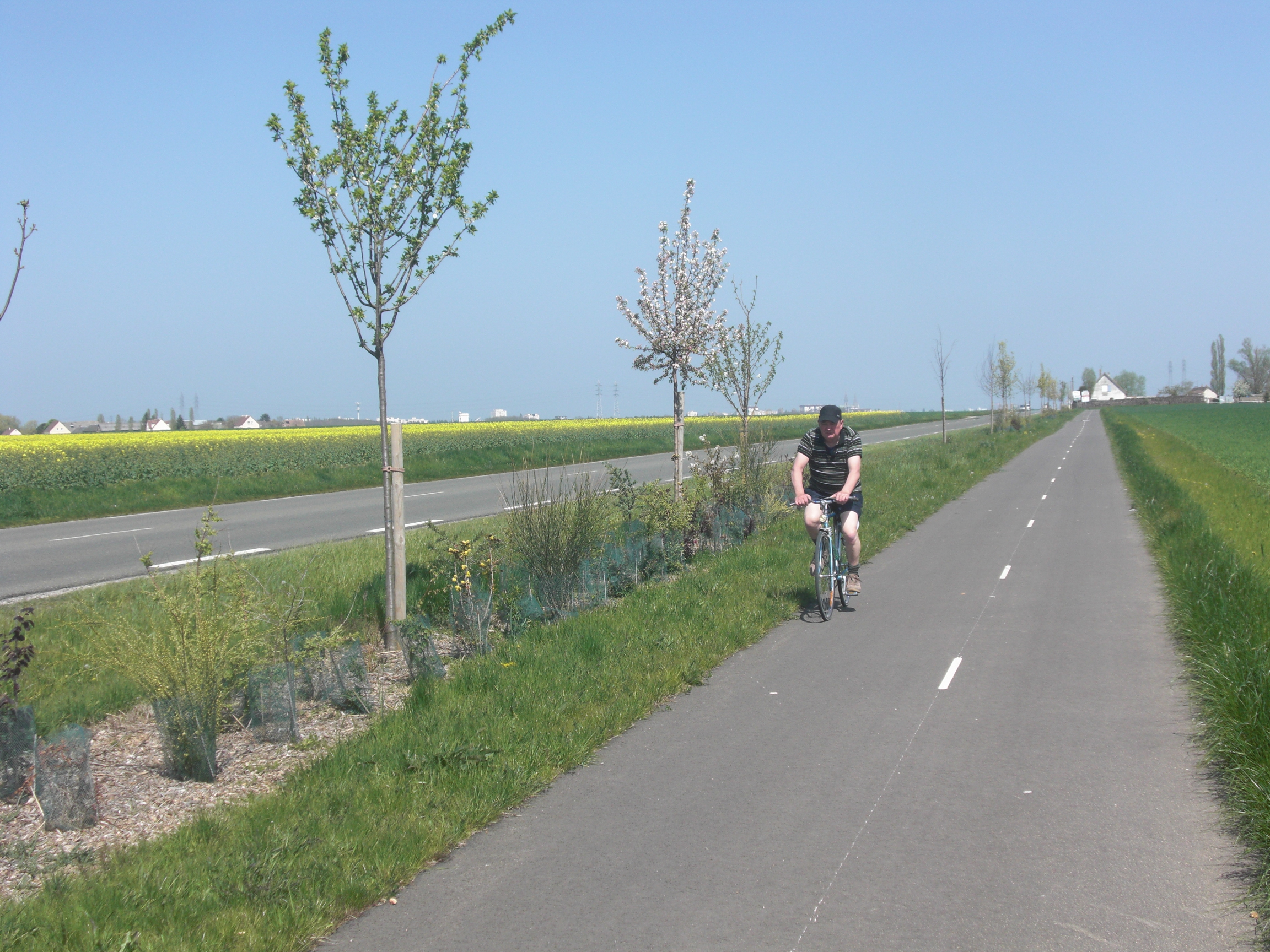
Piste cyclable et D 921 à Fontenay-sur-Eure.
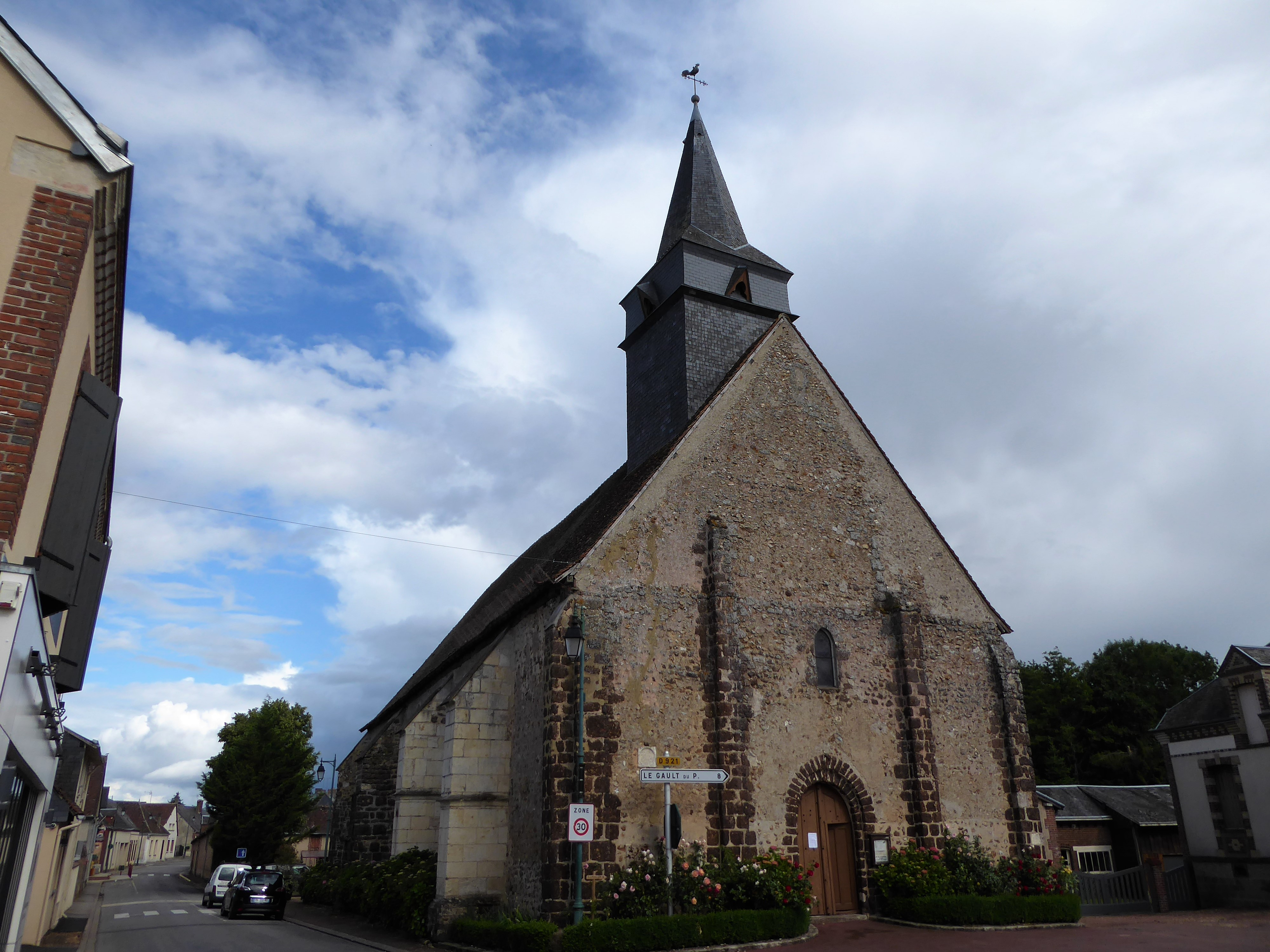
Église Notre-Dame de Chapelle-Royale.

### Loir-et-Cher (D 921)
- Le Gault-du-Perche
- Arville
- Saint-Agil
- Mondoubleau
- Cormenon
- Sargé-sur-Braye
- Monplaisir, commune de Sargé-sur-Braye, où elle rencontre l'ancienne route nationale 157 (RD 357), puis se confond avec son tracé jusqu'à Saint-Calais

### Sarthe (D 303)
- Saint-Calais
- Saint-Gervais-de-Vic
- La Chapelle-Huon
- Bessé-sur-Braye
- Pont-de-Braye, commune de Lavenay, où elle rencontre l'ancienne route nationale 817